# Alfredo Avantifiori
Alfredo Avantifiori, noto anche con lo pseudonimo di Alavan (Roma, 3 agosto 1931 – Roma, 16 luglio 2023), è stato un compositore, pianista e paroliere italiano.

## Biografia
Dopo aver lavorato per lungo tempo nei nightclub, negli anni sessanta iniziò a scrivere canzoni per Gabriella Ferri, Erica Grassi, Paola Musiani, Lando Fiorini e Rita Pavone, usando lo pseudonimo Alavan.
Sempre negli stessi anni è insegnante di pianoforte di Claudio Baglioni, come racconterà in seguito lo stesso cantante romano. Per il cantante romano scriverà in seguito la musica della canzone Annabell Lee, pubblicata solo nel 2006 nell'album Tutti qui.
Ha lavorato per Corrado al Rally Canoro di RMC (Radio Montecarlo). Per otto anni è stato selezionatore del Festival degli sconosciuti di Ariccia, organizzato da Teddy Reno e vinto nel 1965 da Loredana Bufalieri con una canzone scritta da Avantifiori, È giusto, arrangiata da Ennio Morricone Altri brani composti da lui sono Un'altra estate per Franco Leo e Palla pallina per Rita Pavone, con il testo scritto da Castellano e Pipolo. 
Nel 1979-1980 realizza per l'emittente romana GBR le musiche per la sigla del programma Ferefen Fen Fen, eseguito da I pagliacci con Crispino, alias Plinio Dalpi. Nel 1992 ha selezionato cantanti per La corrida presentata da Corrado Mantoni. Nel 1995 è entrato all'accademia di Achille Togliani, di cui per anni è stato pianista in vari tour, dove è rimasto a insegnare canto e musica sino al 2004.

## Canzoni scritte da Alfredo Avantifiori
| Anno | Titolo                        | Autori del testo                    | Autori della musica                   | Interpreti         |
| ---- | ----------------------------- | ----------------------------------- | ------------------------------------- | ------------------ |
| 1965 | È giusto                      | Scanu                               | Alfredo Avantifiori                   | Loredana Bufalieri |
| 1968 | Palla pallina                 | Franco Castellano e Giuseppe Moccia | Alfredo Avantifiori e Carlo Scartocci | Rita Pavone        |
| 1969 | Annabell Lee                  | Luigi Claudio                       | Alfredo Avantifiori e Carlo Scartocci | Claudio Baglioni   |
| 1971 | Stai fermo con le mani        | Romolo Sestili                      | Alfredo Avantifiori Walter Rodi       | Dolores De Min     |
| 1972 | Nù strillà tanto              | Vittorio Ferri e Romolo Sestili     | Alfredo Avantifiori                   | Gabriella Ferri    |
| 1973 | Finimo qui                    | Vittorio Ferri                      | Alfredo Avantifiori                   | Enzo Cerusico      |
| 1976 | Questo amore, amore, amore... | Daniela Davoli                      | Alfredo Avantifiori e Ciancaglini     | C+C                |
| 1976 | Dimme perché                  | Marcello Ciorciolini                | Alfredo Avantifiori                   | Daniela Davoli     |
| 1976 | Pelle bucata                  | Bracco                              | Alfredo Avantifiori                   | Daniela Davoli     |
| 1976 | Se fossi come lei             | Daniela Davoli e Bracco             | Alfredo Avantifiori e Ciancaglini     | Daniela Davoli     |